# Guglielmo Oberdan
Guglielmo Oberdan ili Wilhelm Oberdank (Trst, 1. veljače 1858. – Trst, 20. prosinca 1882.), talijanski iredentist slovenskog podrijetla s majčine strane. 
Dezertirao je iz Austro-ugarske vojske i bio umiješan kasnije u atentat na cara Franju Josipa 1882. godine. Te godine car je posjetio Trst, tada čvsto uporište talijanskih iredentista.
Oberdanov pokušaj osuđen je na smrt vješanjem.